# Imad Bassou
Imad Bassou (ar. عماد باسو ;ur. 4 lipca 1993) – marokański judoka. Olimpijczyk z Rio de Janeiro 2016, gdzie zajął dziewiąte miejsce w wadze półlekkiej.
Uczestnik mistrzostw świata w 2015, 2017, 2018 i 2021. Startował w Pucharze Świata w latach 2014–2019. Zdobył sześć medali na mistrzostwach Afryki w latach 2015 – 2022. Brązowy medalista igrzysk śródziemnomorskich w 2018. Trzeci na igrzyskach frankofońskich w 2017 roku.

## Letnie Igrzyska Olimpijskie 2016
| Konkurencja | Eliminacje          | Eliminacje               | Klas. końcowa |
| Konkurencja | Przeciwnik I        | Przeciwnik II            | Miejsce       |
| ----------- | ------------------- | ------------------------ | ------------- |
| 66 kg       | Nathan Katz (AUS) Z | Antoine Bouchard (CAN) P | 9.            |